# Martinček
Martinček ali evropska siva kuščarica (znanstveno ime Lacerta agilis) je vrsta kuščarice. Razširjeni so po srednji in vzhodni Evropi. Prehranjujejo se z žuželkami in pajki. Zrastejo do 28 cm.Je ogrožena in zaščitena vrsta v Sloveniji.

## Opis
Prave kuščarice (rod Lacerta) imajo majhne luske na hrbtnem delu trupa in so običajno zrnate oblike in gladke, nameščena ena poleg druge. Kolobarji repnih lusk so izmenično širši in ožji.
Značilnost te vrste je topo zaokroženi gobček na katerem se gobčna ploščica ne dotika mednosnične ploščice. Nosna odprtina je obkrožena s 3-4 ploščicami in se ne dotika gobčne ploščice. Na hrbtu je 33-55 vrst šesterokotnih lusk, ki so po sredini trupa ožje. Na stegnih ima 11 do 13 femoralnih por (spremenjene kožne žleze).
V barvi in risbi se posamezni osebki med seboj zelo razlikujejo. Samci so bolj zeleni, na hrbtu imajo rjavo progo, samice so sive ali rjave po celem telesu. Pri samicah je sredinska hrbtna črta (zatilnična) ozka in enotna, za samce pa je značilno, da je ta črta lahko sestavljena iz posameznih drobnih peg - lahko je zelene, rjave ali sive barve. Zatilnična črta je lahko natrgana. Na bočni strani je natrgana temenska proga s temnimi pikami, tej pa sledi še tanka svetlejša  senčna proga. Pod senčno progo je še svetla podočna proga.
- Hrbtne luske
- Glava samice z dobro vidnimi ploščicami

## Bivališče
Najdemo jih na stenah kjer jih greje sonce. Čeprav žive večinoma v nižinah, jih lahko najdemo tudi do nadmorske višine 2000 m.

## Razmnoževanje
So jajcerodni. Mladiči se izvalijo po 8 tednih in so podobni odraslim osebkom.